# Drymaria tenuis
Drymaria tenuis là loài thực vật có hoa thuộc họ Cẩm chướng. Loài này được S.Watson mô tả khoa học đầu tiên năm 1890.